# Zuiderbrug (Venlo)
De Zuiderbrug Venlo in de Nederlandse gemeente Venlo, overspant de rivier de Maas en maakt deel uit van de autosnelweg A73. Even ten zuidoosten verbindt knooppunt Tiglia de A73 met de A74.
De brug is aangelegd van 1993-1995 en in november 1995 door toenmalig minister van Verkeer Annemarie Jorritsma opengesteld. Destijds was het zuidtracé van de A73 nog niet aangelegd, waardoor enkel de stadsdelen op de oostoever via de brug waren verbonden met de westoever.
In de zomer van 2015 is het wegdek van de brug gedeeltelijk opnieuw geasfalteerd. Het asfalt was beschadigd door hitte.